# Viernheim

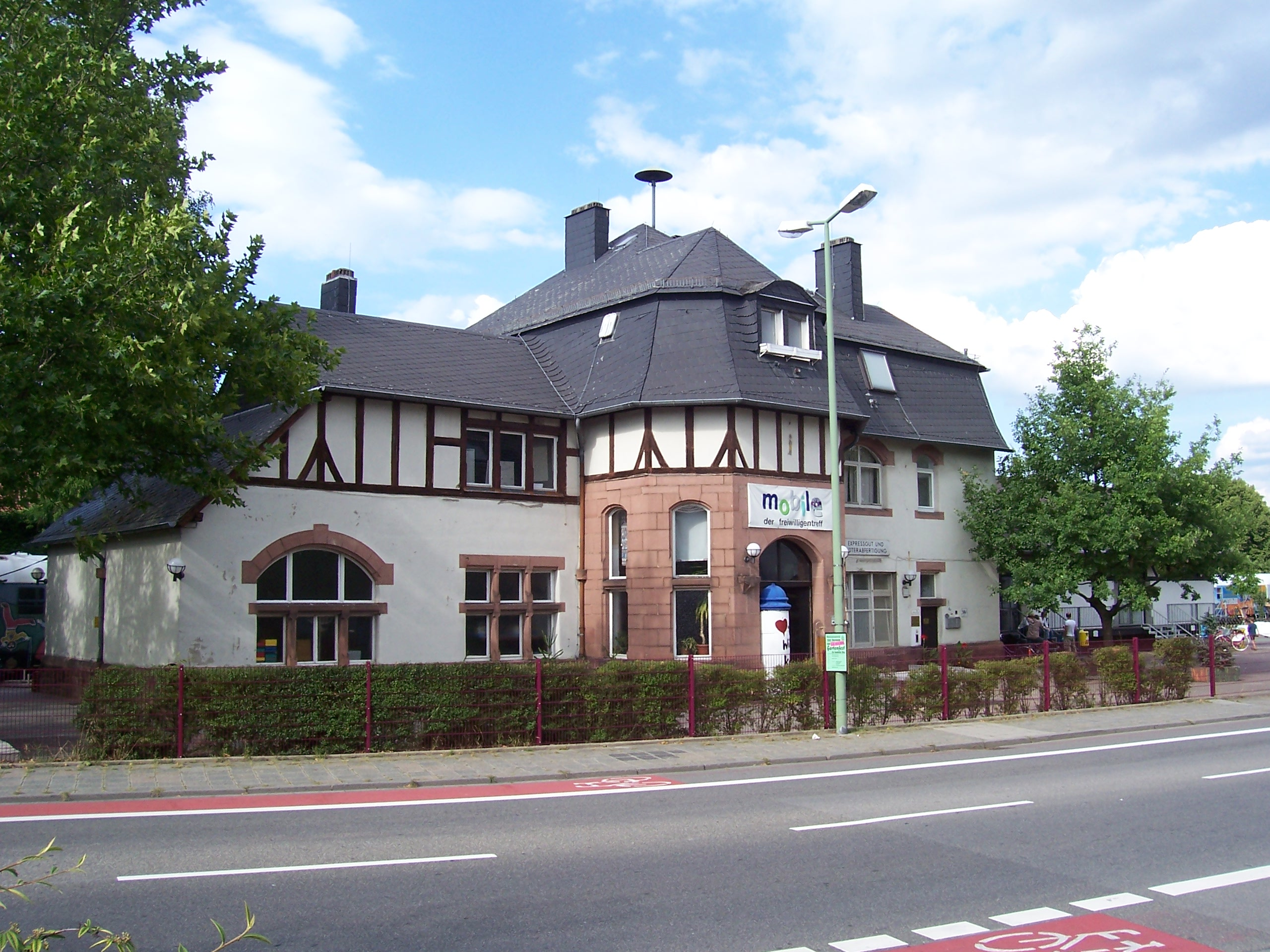
Gara veche

Viernheim este un oraș din landul Hessa, Germania.